# さらさらささら
『さらさらささら』は、アダルトゲームメーカーであるアトリエかぐや Berkshire Yorksireが2009年2月27日に発売した18禁恋愛アドベンチャーゲームである。同年9月18日には『プリマ☆ステラ』との合同ファンディスク『プリ☆さら ～ドキドキ×らぶらぶWファンディスク～』が発売された。
2010年2月25日にはIXIAよりDVDプレイヤーズゲーム版『さらさらささら DVD-PG EDITION』が発売され、同年6月15日にはハーヴェスト出版より小説版『さらさらささら harvest more』（著：野山風一郎）が刊行された。 

## ストーリー
不動産業界で着々と成長を遂げる吾妻不動産の若き社長・吾妻祐毅の下に舞い込んだのは、「巳各務村再開発計画」という国を挙げての巨大プロジェクトだった。祐毅は仕事をする際は自ら現地に赴き、インスピレーションを湧かせようとする。巳各務村にも例外ではなかった。村は田舎で何もなかったが、祐毅はそこで巫女を務める天戸沙織や白妙亜弥と出会う。そこへ現れたのは巳各務村の土地神と名乗る各務月巳だった。月巳からこの村を救ってほしいと頼まれ、村の未来をかけた祐毅の物語が始まる。

## 登場キャラクター

### メインキャラクター
吾妻 祐毅（あづま ひろき）
吾妻不動産の若き社長で主人公。親から不動産の仕事を引き継ぎ、大学の先輩、友人、後輩たちと会社を大きくしたベンチャー企業。業界ではホープとして期待されている。大きいプロジェクトの際は視察も兼ねて現地へ赴きインスピレーションを湧かせようとする。
身分を隠すため「武田祐毅」と名乗る。写真を撮るのが趣味で現地に赴く時はカメラを携帯している。感じたことを携帯電話のメモ、システム手帳に記入するのが癖。
天戸 沙織（あまと さおり）
声：榎津まお
巳各務村で出会った元気はつらつの巫女。両親を亡くしており、村に唯一存在する巳各務神社で当主も務めている。日常的に畑仕事や山歩きをしているため、常人とかけ離れた体力を持っており、祐毅を引っ張りながら山道を進んだり、山越えを数十分で駆け抜けたりすることができる。
明るい性格で自分より他人を優先させてしまう。境内の掃除後は薙刀の練習が日課となっておりなかなかの腕前。趣味は通信販売で衝動買いを多々しており、都会に憧れを抱いている。しかし、再開発計画には反対的。
人見知りしてしまうため、初めて会う人には冷たいが祐毅には優しく、からかわれることも。亜弥とは親友。ペットはニワトリ（のような鳥）のつくね。
白妙 亜弥（しろたえ あや）
声：遠野そよぎ
村長の娘で長女。心臓に先天性の病気を抱えており、診療所がある神社の一室を借りて暮らしている。神社の一角で販売されているお守りは彼女の手作りで五角形の形のものまで存在する。儚げな印象とは裏腹に強い芯を持った女性。
作務中に倒れたところを祐毅に助けられてから好意を持つようになる。妹のまひるとは仲が良く、よく祐毅の話をする。怒ると怖いらしくまひるがおとなしくなるほど。体調が悪くならない限り台所に立ち腕を振るう。料理はどれも絶品のこと（沙織、月巳談）。祐毅と出会ったことで女性らしさに磨きがかかり、少しずつ変わっていく。
身体が悪いために事務仕事やお守りの販売をしており、物覚えも良いため、すぐにパソコンを使いこなせるようになる。
各務 月巳（かがみ つきみ）
声：岩田由貴
巳各務村の土地神。悠久を過ごしてきたため村で知らないことはないらしく、亜弥の身体や沙織の秘密も知っている。村の過疎化が進み始めた頃から信仰心が減っていき、今では自分を維持するだけで精一杯。祐毅たちに助けを求める。
神になる以前は土地を荒らしまわっていた大蛇。神になってからは因縁の深い巳各務村の土地神となり、住む人々を見守ってきた。ある儀式を行う必要があるため祐毅と夢想するように沙織たちに言い聞かせる。
力の消費を抑えるために受肉し、「加賀見月」の姿を取る。性格は傍若無人で、何事も上に立った物言いで偉そうに命令する。とにかく大食いで沙織と同等かそれ以上。だらしないとインチキ神様と呼ばれることに激怒する。
加賀見 月（かがみ つき）
声：岩田由貴
各務月巳が受肉した仮の姿。祐毅の後輩という設定で神社に下宿する。性格や言動は月と同じなのであまり変わらない。

### サブキャラクター
白妙 まひる（しろたえ まひる）
声：このかなみ
亜弥の妹で「翠楼館」の若女将。姉のことを大事にしているいわゆるシスコン。
神社で人手が足りない時は巫女として手伝うこともある働き者。勝ち気な性格で手より足が先に出てしまう元気娘。亜弥のことを大事にしており、近づく男に容赦がないが祐毅のことはなんだかんだと認めている節がある。
ファンディスクではヒロインを務めることに。
お魂（おたま）
声：水瀬沙季
月巳の従者。姿は人魂のよう。優しい心の持ち主で、消えかかった月巳のために自らの全力を持って存在を繋ぎとめて消えてしまう。
ファンディスクではヒロインを務め、アナザーエピソードとしてその後のことが描かれる。
黒崎 公子（くろさき きみこ）
声：かわしまりの
亜弥の主治医。一見だらしがないように見えるが実際は日本有数の医者。茂吉に頼まれて亜弥の主治医を務めており、急変などにもすぐに対応できる。薬の配合もできることから、薬剤師の免許も持っていると推測できる。
ファンディスクではヒロインを務める一人。何故、巳各務村に来るようになったのかが明かされるエピソード。
白妙 茂吉（しろたえ もきち）
声：片岡一郎
村長であり亜弥、まひるの父親。抜き身の刀のような雰囲気を漂わせ隙がないと錯覚させられるほど。祐毅の正体に気付いており黙って静観している。「翠楼館」の社長も務めているが極めて暢気。村のことを大切に考えており、今回のプロジェクトで鍵とでもいうべき重要人物。
白妙 由紀子（しろたえ ゆきこ）
声：このかなみ
亜弥とまひるの母親で「翠楼館」の女将。茂吉と同じく暢気な部分がある。
本作では立ち絵は存在しなく声だけだったが、ファンディスクでは立ち絵が追加され、エッチシーンも追加された。
つくね
声：桜井雅斗
沙織が飼っているニワトリのような鳥。人の言葉が理解でき、よく祐毅を邪険に扱う。
葛木 紫帆（かつらぎ しほ）
声：香澄りょう
プロジェクトの競争相手「藤沢プランニング」の社員。切れ者でいくつものプロジェクトを成功させてきた実力者で今回のプロジェクトの責任者。
会社の資本を武器に大金を積み住民を土地から離れていくように勧める狡猾な女性。
幸野（こうの）
切れ長のあごにオールバック、小さめの眼鏡をかけた吾妻不動産の副社長。大学時代の先輩でもあり、祐毅がフィールドワークの際に会社を任せられるほどで設立当時からバックアップをしてきた有能な人。
後藤（ごとう）
大学時代の後輩で成長が期待されている社員の一人。幸野のサポートを命じられる。最終的にフィールドワークを体験させられる。

## 用語
夢想
夢想と呼ばれる空間で相手（ヒロイン）と絆を深める行為をすること。

## スタッフ
- 原画：choco chip
- シナリオ：近江達裕、尾之上咲太、玉沢円　他
- オープニングテーマ 『笑顔に逢いたくて』
  - 作曲・編曲：椎名俊介 歌：Riryka
- エンディングテーマ 『Home』
  - 歌：yuiko